# Henri-Achille Zo

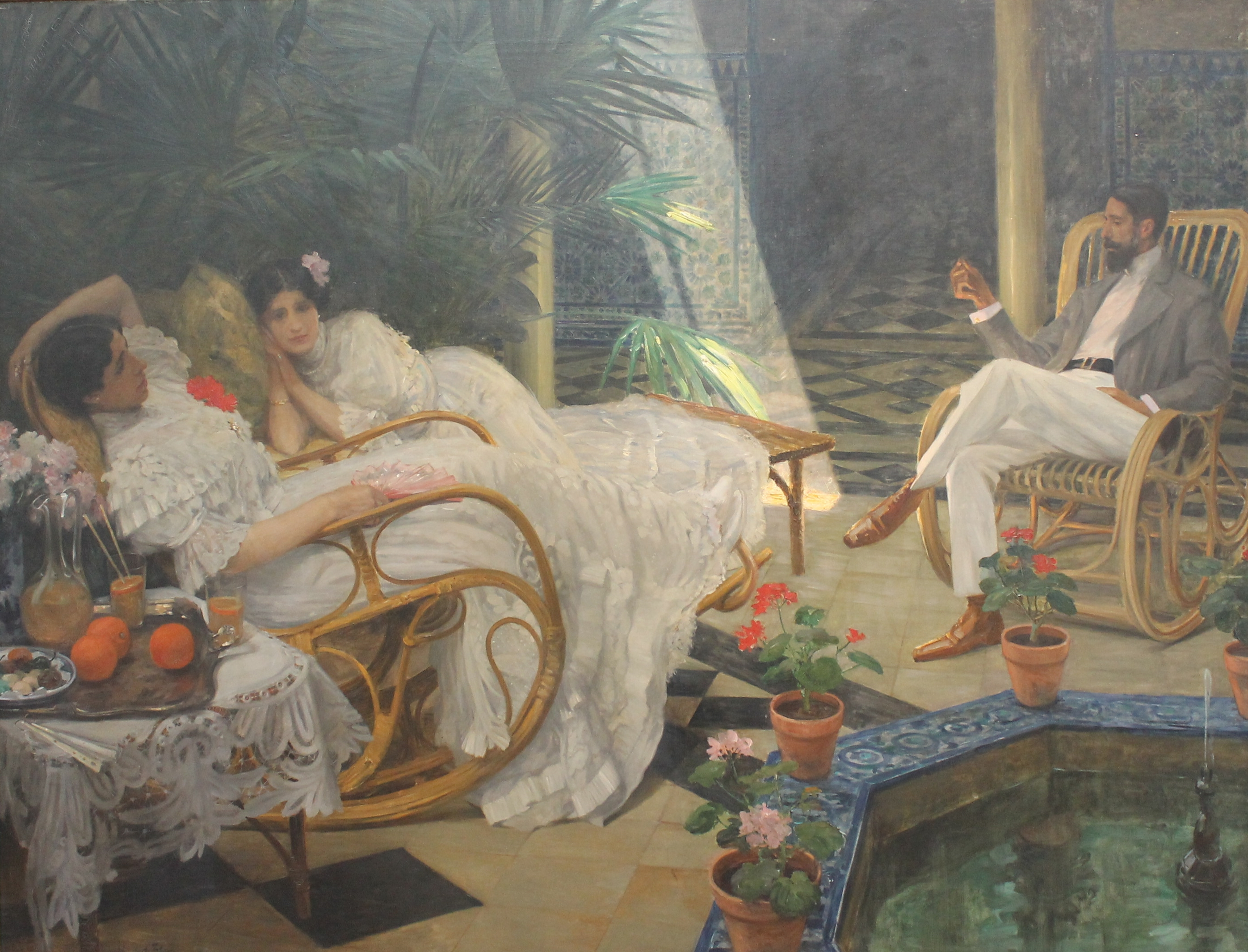
Le patio (1908), de Henri Achille Zo. Óleo sobre tela. Museo de Bellas Artes de Pau.

Henri-Achille Zo (Bayona, 2 de diciembre de 1873 - Onesse-et-Laharie, 9 de septiembre de 1933) fue un pintor e ilustrador francés. A veces, firmaba simplemente como Henri Zo.

## Biografía

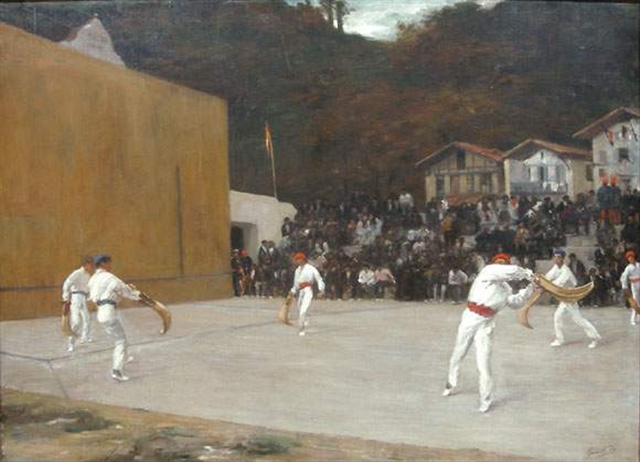
La Pelote basque à Pasajes de San Juan, localización desconocida.

Henri-Achille Zo fue en un principio alumno de su propio padre, el pintor Achille Zo, que dirigía la Escuela de Bellas Artes de Burdeos; más tarde, en 1894, fue admitido en la Escuela de Bellas Artes de París, en el taller de los pintores Léon Bonnat y Albert Maignan.
Con su padre, que fue cofundador de la Escuela de Bayona, comparte una temática común : escenas y paisajes de España y de la tauromaquia.
Obtuvo una medalla de plata en la Exposición Universal de 1900 y el Estado le otorgó una beca de viaje en 1901. Expuso en el Salón de París a partir de 1897 y obtuvo el premio Nacional en 1905. También expuso su obra regularmente en la Sociedad de amigos de las artes de Burdeos entre 1896 y 1934.
Trabajó en la pinturas del Teatro nacional de la Ópera Cómica de París o en las de la Chapelle Notre-Dame-de-Consolation de París, construida en homenaje a las víctimas del incendio del Bazar de la Caridad. También fue profesor de la Académie Julian de París.
En 1903, recibió los premios Rosa Bonheur y Trémont, este último concedido por el Instituto de Francia. Fue nombrado Caballero de la Legión de honor en 1910, apadrinado por su maestro, Léon Bonnat. Ilustró el libro Ramuntcho, de Pierre Loti y el libro Nouvelles Impressions d'Afrique, de Raymond Roussel (1932).
Henri-Achille Zo murió el 9 de septiembre de 1933 en un accidente de tráfico cerca de Onesse-et-Laharie.

## Obras en colecciones públicas
- Bayona, museo vasco y de historia de Bayona : Fin de corrida aux arènes de Bayonne, 1894, óleo sobre tela. Léon Bonnat et ses élèves basques et béarnais, 1913, tres óleos sobre tela formando un tríptico en el muro del patio.
- Cahors, museo Henri-Martin : L'Idole, 1903, óleo sobre tela.
- París :
  - École nationale supérieure des beaux-arts : Ulysse chez Laërte, 1896, óleo sobre tela.
  - Museo de Orsay : L'Aguadora à Séville, 1904, óleo sobre tela.
- Pau, museo de Bellas Artes :
  - Le Patio, 1907, óleo sobre tela.
  - Paul Michel Dupuy, 1914, óleo sobre tela.

## Obras ilustradas

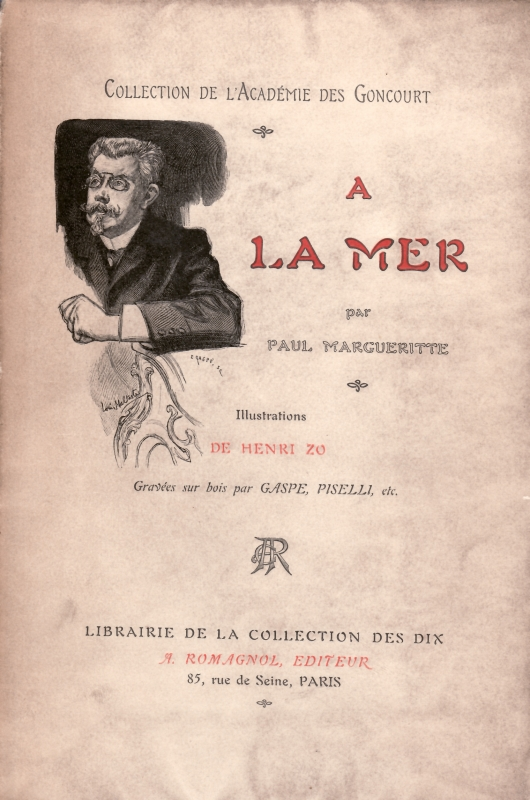
Ilustración para À la mer, de Paul Margueritte (1906).

- Charlotte Chabrier-Rieder, Les enfants du Luxembourg, ilustrado con 46 viñetas de Henri Zo, París, Librairie Hachette et Cie, 1903.
- Jules Clarétie, La Cigarette, con 29 ilustraciones, París, Éditions A. Girard, 1906.
- Paul Margueritte, À la mer, ilustraciones de Henri Zo grabadas en madera por Gaspé, Piselli, etc., París, Librairie de la collection des dix / A. Romagnol, 1906.
- Pierre Loti, Ramuntcho, seguido de Aziyadé, coll. « Grands romans complets illustrés », París, Pierre Lafitte, 1923.
- Raymond Roussel, Nouvelles impressions d'Afrique, seguido de L'âme de Victor Hugo, ilustrado con 59 dibujos de H.-A. Zo, París, Alphonse Lemerre, 1932.